# Pierre L'Enfant
Pierre Charles L'Enfant (Anet, 2 agosto 1754 – Contea di Prince George, 14 giugno 1825) è stato un architetto e urbanista francese naturalizzato statunitense.

## Infanzia e formazione
Pierre Charles L'Enfant nacque a Anet, terzo figlio di Marie Charlotte L'Enfant, figlia di un ufficiale di marina, e di Pierre Lenfant, un pittore di buona reputazione che era al servizio di Luigi XV. Suo fratello Pierre Joseph morì all'età di sei anni nel 1758, così che Pierre Charles rimase l'unico figlio maschio. Studiò all'Accademia reale del Louvre, prima di partire volontario per combattere nella rivoluzione americana, nel 1777.

## Servizio militare
L'Enfant, arrivato in America, prestò servizio nel genio militare con il Generale Gilbert de La Fayette. L'Enfant si appassionò patriotticamente agli Stati Uniti, tanto da cambiare il suo nome in Peter. Fu ferito all'assedio di Savannah nel 1779, ma riuscì a guarire ed entrò al servizio del generale George Washington come ingegnere militare con il grado di capitano per tutto il resto della guerra. Nel 1783, in riconoscimento per i servigi resi alla libertà degli Stati Uniti, fu promosso maggiore.
Il 17 aprile 1789 fu iniziato in massoneria nella loggia "Holland Lodge" N.8 di New York.

## Attività di architetto e urbanista

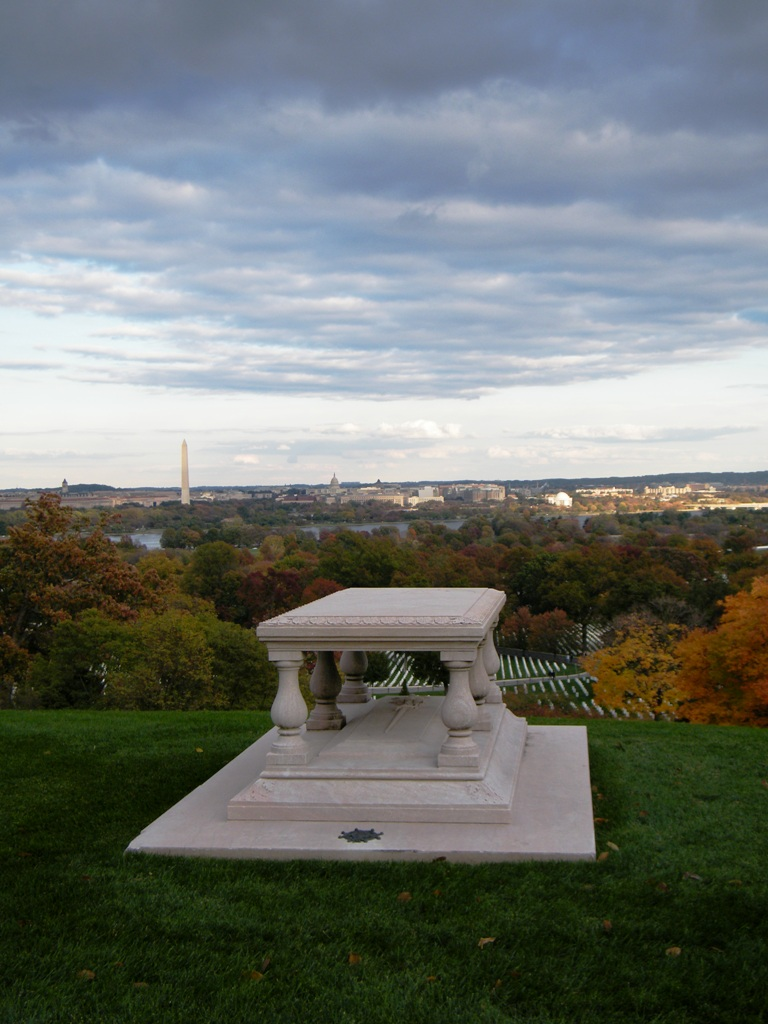
Tomba di Pierre Charles L'Enfant di William Welles Bosworth situato nel cimitero nazionale di Arlington, Washington, D.C.

Dopo la rivoluzione L'Enfant gestì, con successo, un attivo studio di architettura a New York. Qui raggiunse una certa fama ridisegnando la City Hall per trasformarla in Federal Hall, il primo edificio dove si riunì il congresso degli Stati Uniti. In questo periodo disegnò anche monete, medaglie, arredamento e lussuose case per l'aristocrazia della città, divenendo amico di Alexander Hamilton.
Nel 1791 il presidente Washington scelse L'Enfant per progettare la nuova capitale federale sotto la supervisione di una commissione di tre membri. L'incarico prevedeva lo sviluppo di una città su un territorio di circa dieci miglia quadrate che successivamente sarebbe stato battezzato Distretto di Columbia. L'Enfant arrivò per i sopralluoghi a Georgetown il 9 marzo 1791 e presentò ufficialmente il suo progetto a George Washington il 19 agosto dello stesso anno. Nel novembre del 1791 firmò un contratto per la fornitura di marmi e pietre dalle cave di Wigginton Island e di Aquia Creek in Virginia, con l'intenzione di cominciare i lavori per il Campidoglio.
Il suo carattere difficile e la sua ostinazione sul fatto che il progetto della città si dovesse sviluppare come un insieme organico misero ben presto L'Enfant in conflitto con la commissione che sovraintendeva i lavori. In particolare i membri della commissione volevano avere il controllo dei fondi stanziati per la costruzione degli edifici federali. Thomas Jefferson si schierò a favore della commissione e, come risultato del conflitto, George Washington licenziò L'Enfant nel marzo 1792, prima che l'architetto franco-americano potesse dare alle stampe il suo progetto.
In ogni caso Washington possedeva una copia del piano originale di L'Enfant, che ora è conservata alla Biblioteca del Congresso. Il piano è firmato con il nome “Peter Charles L'Enfant” racchiuso in un ovale nell'angolo superiore sinistro, come prescrivevano le leggi del tempo.
Subito dopo il licenziamento di Pierre L'Enfant i membri della commissione incaricarono del progetto urbanistico per la capitale i topografi Andrew e Joseph Ellicott, che si erano occupati delle prospezioni per i confini del Distretto di Columbia. Andrew Ellicott compì una revisione del progetto di L'Enfant e poi lo fece pubblicare e distribuire. La versione di Ellicott divenne dunque la base definitiva per lo sviluppo di Washington D.C.
L'Enfant non fu mai pagato per il suo lavoro e cadde in disgrazia, sprecando gran parte del resto della sua vita nel tentativo di convincere il Congresso a pagare quello che pensava gli fosse dovuto per il progetto. Nel 1812 gli fu offerto in contropartita un posto da professore di ingegneria all'accademia di West Point, ma egli preferì declinare. L'Enfant morì in povertà e fu seppellito nei possedimenti di un amico a Prince George County, nel Maryland.

## Riconoscimenti postumi
Nel 1901-02 la commissione McMillan usò il piano originale di L'Enfant per redigere un rapporto che prevedeva un grande National Mall. Su proposta dell'ambasciatore francese Jean Jules Jusserand il paese adottivo di L'Enfant finì per riconoscergli il contributo prestato nello sviluppo urbanistico di Washington D.C. Nel 1909, dopo una solenne cerimonia nella rotonda del Campidoglio, i resti di Pierre L'Enfant vennero tumulati nell'Arlington National Cemetery, sulla cima di una collina che si affaccia sulla città che l'architetto contribuì a disegnare. Nel 1911 fu onorato con un monumento innalzato sulla sua tomba. Inciso sul monumento appare una porzione del piano urbanistico di L'Enfant.
Nel 1942 fu varata una Liberty Ship battezzata SS Pierre L'Enfant che fu in servizio fino al 1970 quando venne disarmata e affondata.
Nel 1968 nel quadrante sud-ovest di Washington gli fu dedicato un imponente centro direzionale, battezzato L'Enfant Plaza e comprendente uffici, un hotel, un cinema e un centro commerciale. Le sale congressuali dell'Enfant Plaza Hotel portano i nomi di artisti, esploratori e militari francesi. Al di sotto del complesso dell'Enfant Plaza si trova un'importante stazione della metropolitana di Washington: L'Enfant Plaza Station.